# Noctorum
Noctorum är en ort i distriktet Wirral, i grevskapet Merseyside, i England. Noctorum var en civil parish från 1866 till 1933 då den blev en del av Birkenhead St Mary. Civil parish hade 473 invånare år 1931. Byn nämndes i Domedagsboken (Domesday Book) år 1086, och kallades då Chenoterie.